# Italian Open 1998 (теніс)
Italian Open 1998 — тенісний турнір, що проходив на відкритих кортах з ґрунтовим покриттям. Це був 57-й турнір Мастерс Рим. Належав до категорії Super 9 в рамках Туру ATP 1998 і 1-ї категорії в рамках Туру WTA 1998. І чоловічий і жіночий турніри відбулись у Foro Italico в Римі (Італія). Жіночий турнір тривав з 4 до 10 травня 1998 року, а чоловічий — з 11 до 17 травня 1998 року.

## Фінальна частина

### Одиночний розряд, чоловіки
Марсело Ріос —  Альберт Коста без гри.
- Для Ріоса це був 4-й титул за сезон і 10-й — за кар'єру.

### Одиночний розряд, жінки
Мартіна Хінгіс —  Вінус Вільямс, 6–3, 2–6, 6–3.
- Для Хінгіс це був 8-й титул за сезон і 18-й — за кар'єру.

### Парний розряд, чоловіки
Магеш Бгупаті /  Леандер Паес —  Елліс Феррейра /  Рік Ліч, 6–4, 4–6, 7–6.
- Для Бгупаті це був 4-й титул за сезон і 10-й — за кар'єру. Для Паеса це був 4-й титул за сезон і 10-й — за кар'єру.

### Парний розряд, жінки
Вірхінія Руано Паскуаль /  Паола Суарес —  Аманда Кетцер /  Аранча Санчес Вікаріо, 7–6(7–1), 6–4.
- Для Руано Паскуаль це був 4-й титул за сезон і 5-й — за кар'єру. Для Суарес це був 5-й титул за сезон і 6-й — за кар'єру.